# Thérèse (opera)

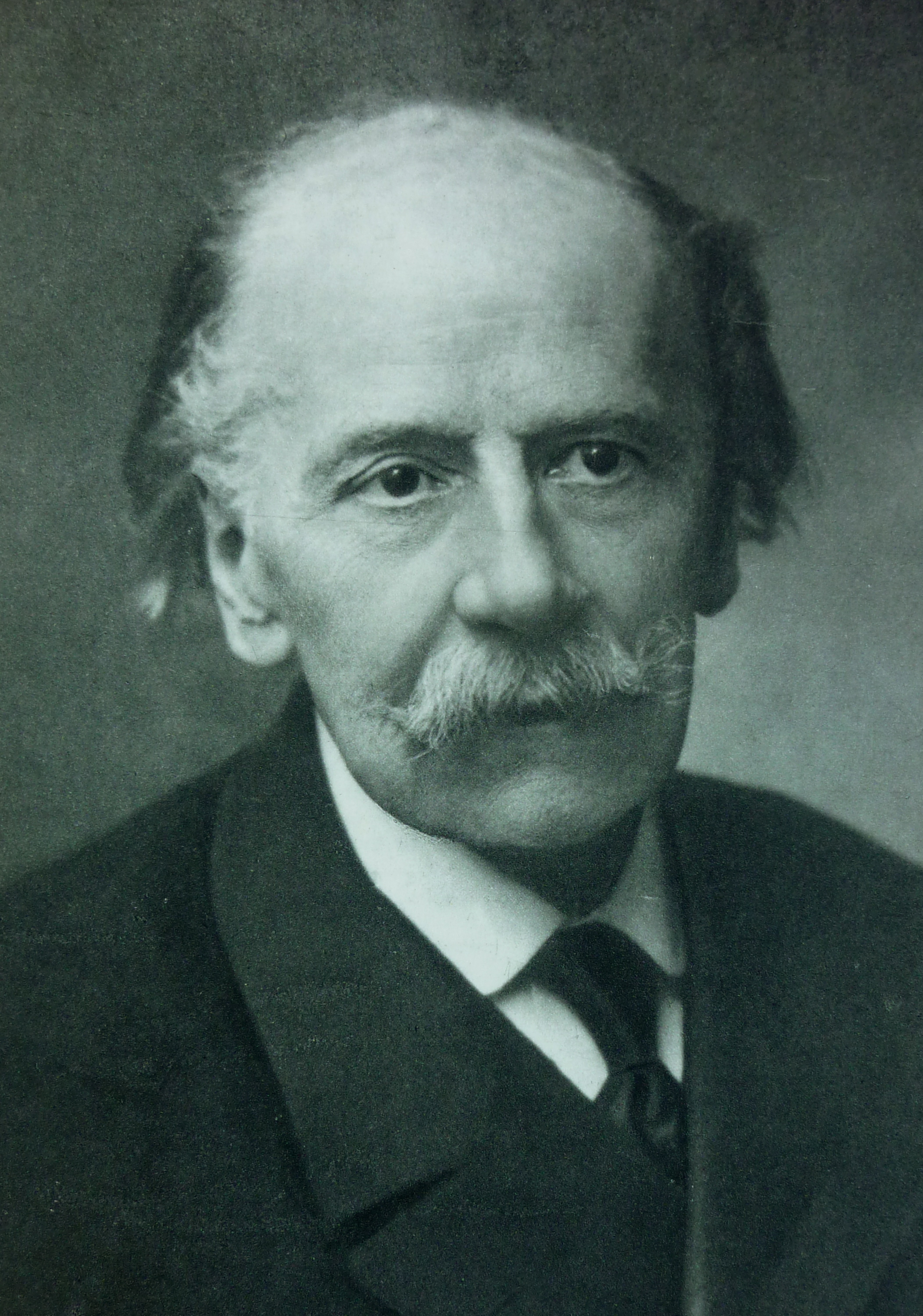
Jules Massenet

Thérèse är en fransk opera (drame musical) i två akter med musik av Jules Massenet och libretto av Jules Claretie.

## Historia
Librettisten Claretic hade försett Massenet med texten till La Navarraise 1892. Massenet vinnlade sig att försöka återskapa atmosfären från den franska revolutionen och komponerade en känsla av höst och natur till akt I och sommar till början av akt II. Delar av kärleksmusiken skrev han som en menuett som ackompanjerades av en cembalo bakom scenen. Operan hade premiär den 7 februari 1907 på Opéra de Monte-Carlo och uppfördes på Covent Garden-operan i London den 22 maj 1919.

## Personer
- Thérèse (mezzosopran)
- Armand de Clerval (tenor)
- Morel (baryton)
- André Thorel (bas)
- Stadsfullmäktige (baryton)
- En officer (tenor)

## Handling
Girondisten Thorel skyddar sin gamle vän markisen de Clervals egendom medan denne har flytt landet. Markisen återvänder för att först och främst se till sitt hus men även för att han är förälskad i Thorels hustru Thérèse. Hans känslor är besvarade men när girondisternas makt bryts och Thorel förs till avrättningen inser hon att hennes plats är hos sin make. Genom att ropa "Leve konungen!" beseglas hennes öde och markisen kan fly.